# Monika Brodka

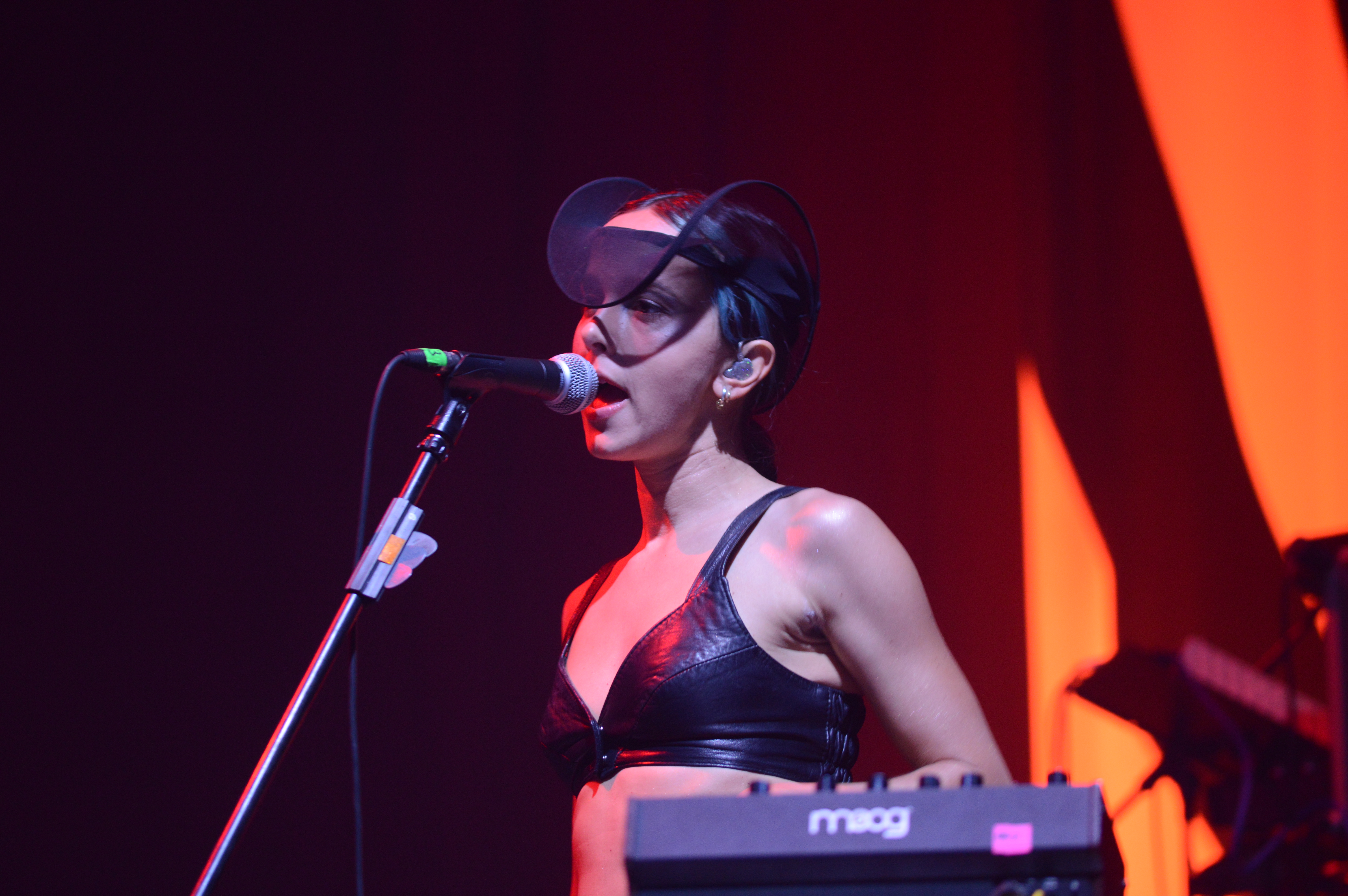
Monika Brodka bei einem Konzert (2022)

Monika Maria Brodka (* 7. Februar 1987 in Żywiec, Polen; bekannt als Brodka) ist eine polnische Popsängerin. 2004 gewann sie die dritte Staffel der polnischen Castingshow Idol. Sie ist Mitglied der phonographischen Akademie der ZPAV.

## Biografie
Monika Brodka stammt aus Twardorzeczka, einer Gemeinde in der Nähe von Żywiec. Erzogen wurde sie von einer Familie aus dem polnischen Hochland, die der Minderheit der Goralen angehört und die traditionelle Musik pflegt. Im Alter von sechs Jahren fing sie an Violine zu spielen.

### Karriere
2004 nahm Brodka in der dritten Staffel der Castingshow Idol teil. Im Januar 2004 gewann sie mit 69 % der Stimmen das Finale gegen Jakub Kęsy.
Am 27. September 2004 erschien ihr erstes EP Mini Album vol. 1 mit insgesamt sieben Titeln. In den polnischen Albumcharts debütierte es auf Platz 29. In der darauf folgenden Woche erreichte es den zweiten Platz. Die Lead-Single aus dem Album war das Lied Ten (dt. „Der“). Am 25. Oktober 2005 erschien ihr zweites EP Mini Album vol. 2, welches in Polen den 21. Platz erreichte. Gleichzeitig zum zweiten EP erschien ihr Debütalbum Album. Dieses enthält alle Titel der bisherigen zwei EPs. In den polnischen Albumcharts erreichte es den sechsten Platz. Mit über 35.000 verkauften Exemplaren erreichte das Album in Polen Gold.
2005 wurde Brodka in drei Kategorien für den Fryderyk nominiert, diese waren: Album Roku Pop, Nowa Twarz Fonografii und Wokalistka roku. Im Oktober 2005 nahm sie das Lied „Horoskop“ mit dem Rapperduo WSZ & CNE auf. Der Titel erschien auf deren Album Jeszcze raz.
Am 20. November 2006 erschien ihr zweites Studioalbum Moje piosenki (dt. „Meine Lieder“). Dieses debütierte in Polen auf Platz 41 und erreichte in den kommenden Wochen die Position 7. Mit 15.000 verkauften Exemplaren wurde das Album mit einer Goldenen Schallplatte zertifiziert. Singleauskopplungen aus dem Album sind die Titel Znam Cię na pamięć (dt. „Ich kenn dich auswendig“) und Miał być ślub (dt. „Es sollte eine Hochzeit geben“).
Am 20. September 2010 erschien ihr drittes Studioalbum Granda (dt. „Betrug“). Die Musik zu den Titeln wurde von Bartosz Dziedzic und Brodka selbst komponiert. In den Albumcharts debütierte das Album auf Platz 10. In der kommenden Woche erreichte es den zweiten Platz. Im Mai 2011 wurde sie in neun Kategorien für den Fryderyk nominiert, wovon sie drei gewann. Mit über 60.000 verkauften Exemplaren wurde das Album im November 2011 mit Doppelplatin ausgezeichnet. Im April 2012 gewann das Musikvideo zur Single Krzyżówka dnia (dt. „Kreuzworträtsel des Tages“) den Fryderyk in der Kategorie „Bestes Musikvideo“.
Am 30. Mai 2012 erschien ihr drittes EP LAX, welches nur englischsprachige Lieder beinhaltet. Die erste Singleauskopplung Varsovie (frz. „Warschau“), wurde 2012 vom polnischen Musiksender VIVA Polska für die neue Kampagne des Senders verwendet.

## Diskografie

### Alben
| Jahr | Titel Musiklabel                            | Höchstplatzierung, Gesamtwochen, AuszeichnungChartsChartplatzierungen (Jahr, Titel, Musiklabel, Platzierungen, Wochen, Auszeichnungen, Anmerkungen) | Anmerkungen                                                 |
| Jahr | Titel Musiklabel                            | PL | Anmerkungen                                                 |
| ---- | ------------------------------------------- | --- | ----------------------------------------------------------- |
| 2004 | Album BMG                                   | PL6 Gold · (43 Wo.)PL | Erstveröffentlichung: 25. Oktober 2004 Verkäufe: + 15.000   |
| 2006 | Moje piosenki Sony BMG                      | PL7 Gold · (23 Wo.)PL | Erstveröffentlichung: 20. November 2006 Verkäufe: + 15.000  |
| 2010 | Granda Sony BMG                             | PL2 ×2Doppelplatin · (117 Wo.)PL | Erstveröffentlichung: 20. September 2010 Verkäufe: + 60.000 |
| 2016 | Clashes Kayax Production & Publishing       | PL1 Platin · (20 Wo.)PL | Erstveröffentlichung: 13. Mai 2016 Verkäufe: + 30.000       |
| 2018 | MTV Unplugged Kayax Production & Publishing | PL5 (10 Wo.)PL | Erstveröffentlichung: 7. Dezember 2018                      |
| 2021 | Brut Kayax Production & Publishing          | PL5 (9 Wo.)PL | Erstveröffentlichung: 28. Mai 2021                          |
| 2022 | Sadza Kayax Production & Publishing         | PL8 (4 Wo.)PL | Erstveröffentlichung: 28. Oktober 2022                      |

### EPs
| Jahr | Titel Musiklabel      | Höchstplatzierung, Gesamtwochen, AuszeichnungChartsChartplatzierungen (Jahr, Titel, Musiklabel, Platzierungen, Wochen, Auszeichnungen, Anmerkungen) | Anmerkungen                              |
| Jahr | Titel Musiklabel      | PL | Anmerkungen                              |
| ---- | --------------------- | --- | ---------------------------------------- |
| 2004 | Mini Album vol. 1 BMG | PL2 (7 Wo.)PL | Erstveröffentlichung: 27. September 2004 |
| 2004 | Mini Album vol. 2 BMG | PL21 (2 Wo.)PL | Erstveröffentlichung: 25. Oktober 2004   |

Weitere EPs
- 2012: LAX (Kayax)

### Singles
| Jahr | Titel Album                             | Höchstplatzierung, Gesamtwochen, AuszeichnungChartsChartplatzierungen (Jahr, Titel, Album, Platzierungen, Wochen, Auszeichnungen, Anmerkungen) | Anmerkungen |
| Jahr | Titel Album                             | PL | Anmerkungen |
| ---- | --------------------------------------- | --- | --- |
| 2023 | Całkiem Nowa Bajka Akademia Pana Kleksa | PL4 (16 Wo.)PL | Erstveröffentlichung: 17. November 2023 mit Kleks, Igo, Kaśka Sochacka, Mrozu, Artur Rojek, Ralph Kaminski, Bedoes 2115, Sokół |

Weitere Singles
- 2004: Ten
- 2004: Dziewczyna mojego chłopaka
- 2005: Miałeś być
- 2006: Znam Cię na pamięć
- 2007: Miał być ślub
- 2008: Niagara Falls (mit Silver Rocket)
- 2010: W pięciu smakach
- 2010: Granda
- 2011: Krzyżówka dnia
- 2012: Varsovie
- 2012: Dancing Shoes (Kamp! Remix)
- 2016: Wszystko Czego Dziś Chcę (mit A_Gim, Kayax Production & Publishing; PL: ×2Doppelplatin )
- 2021: Game Change

## Auszeichnungen für Musikverkäufe
Anmerkung: Auszeichnungen in Ländern aus den Charttabellen bzw. Chartboxen sind in ebendiesen zu finden.
| Land/RegionAuszeichnungen für Musikverkäufe (Land/Region, Auszeichnungen, Verkäufe, Quellen) | Gold     | Platin     | Verkäufe | Quellen |
| -------------------------------------------------------------------------------------------- | -------- | ---------- | -------- | ------- |
| Polen (ZPAV)                                                                                 | 2× Gold2 | 5× Platin5 | 180.000  | olis.pl |
| Insgesamt                                                                                    | 2× Gold2 | 5× Platin5 |          |         |

## Künstlerauszeichnungen und Nominierungen
| Tabellarische Übersicht der Auszeichnungen und Nominierungen | Tabellarische Übersicht der Auszeichnungen und Nominierungen | Tabellarische Übersicht der Auszeichnungen und Nominierungen | Tabellarische Übersicht der Auszeichnungen und Nominierungen     | Tabellarische Übersicht der Auszeichnungen und Nominierungen |
| Jahr                                                         | Auszeichnung                                                 | Für                                                          | Kategorie                                                        | Resultat                                                     |
| ------------------------------------------------------------ | ------------------------------------------------------------ | ------------------------------------------------------------ | ---------------------------------------------------------------- | ------------------------------------------------------------ |
| 2004                                                         | Paszport Polityki                                            | Monika Brodka                                                | Estrada                                                          | Nominiert                                                    |
| 2005                                                         | Fryderyk 2005                                                | Album                                                        | Album Roku Pop (Popalbum des Jahres)                             | Nominiert                                                    |
| 2005                                                         | Fryderyk 2005                                                | Monika Brodka                                                | Nowa Twarz Fonografii (Neues Gesicht der Phonographie)           | Nominiert                                                    |
| 2005                                                         | Fryderyk 2005                                                | Monika Brodka                                                | Wokalistka roku (Sängerin des Jahres)                            | Nominiert                                                    |
| 2005                                                         | Eska Music Awards 2005                                       | Monika Brodka                                                | Debiut Roku (Debüt des Jahres)                                   | Gewonnen                                                     |
| 2005                                                         | Superjedynki                                                 | Monika Brodka                                                | Debiut (Debüt)                                                   | Gewonnen                                                     |
| 2005                                                         | MTV Europe Music Awards 2005                                 | Monika Brodka                                                | Best Polish Act (Bester polnischer Act)                          | Nominiert                                                    |
| 2005                                                         | Plebiscyt Interia.pl                                         | Miałeś być                                                   | Teledysk półrocza (Musikvideo der 1. Jahreshälfte)               | Gewonnen                                                     |
| 2010                                                         | Monika Brodka                                                | VIVA Comet 2010                                              | Artysta 10-lecia                                                 | Nominiert                                                    |
| 2010                                                         | Monika Brodka                                                | Viva! Najpiękniejsi                                          | Najpiękniejsza Polka (Schönste Polin)                            | Nominiert                                                    |
| 2011                                                         | Fryderyk 2011                                                | Granda (Album)                                               | Album Roku Pop (Popalbum des Jahres)                             | Gewonnen                                                     |
| 2011                                                         | Fryderyk 2011                                                | Monika Brodka                                                | Wokalistka roku (Sängerin des Jahres)                            | Gewonnen                                                     |
| 2011                                                         | Fryderyk 2011                                                | Granda (Single)                                              | Piosenka Roku (Lied des Jahres)                                  | Nominiert                                                    |
| 2011                                                         | Fryderyk 2011                                                | W pięciu smakach                                             | Piosenka Roku (Lied des Jahres)                                  | Nominiert                                                    |
| 2011                                                         | Fryderyk 2011                                                | Teledysk roku (Musikvideo des Jahres)                        |                                                                  | Nominiert                                                    |
| 2011                                                         | Fryderyk 2011                                                | Monika Brodka                                                | Kompozytor roku (Komponist des Jahres)                           | Nominiert                                                    |
| 2011                                                         | Fryderyk 2011                                                | Monika Brodka                                                | Autor Roku (Autor des Jahres)                                    | Nominiert                                                    |
| 2011                                                         | Fryderyk 2011                                                | Granda (Album)                                               | Najlepsza oprawa graficzna albumu (Bestes Albumcover des Jahres) | Nominiert                                                    |
| 2011                                                         | Fryderyk 2011                                                | Granda (Album)                                               | Produkcja muzyczna roku (Musikalische Produktion des Jahres)     | Gewonnen                                                     |
| 2011                                                         | Eska Music Awards 2011                                       | W pięciu smakach                                             | Teledysk roku (Musikvideo des Jahres)                            | Nominiert                                                    |
| 2011                                                         | Glamour                                                      | Monika Brodka                                                | Piosenkarka Roku (Sängerin des Jahres)                           | Gewonnen                                                     |
| 2011                                                         | OGAE Video Contest 2011                                      | Krzyżówka dnia                                               | Teledysk (Musikvideo)                                            | Nominiert                                                    |
| 2011                                                         | OGAE Video Contest 2011                                      | W pięciu smakach                                             | Teledysk (Musikvideo)                                            | Nominiert                                                    |
| 2012                                                         | Fryderyk 2012                                                | Monika Brodka                                                | Wokalistka Roku (Sängerin des Jahres)                            | Nominiert                                                    |
| 2012                                                         | Fryderyk 2012                                                | Krzyżówka dnia                                               | Teledysk Roku (Musikvideo des Jahres)                            | Gewonnen                                                     |
| 2012                                                         | MTV Europe Music Awards 2012                                 | Monika Brodka                                                | Bester polnischer Act                                            | Gewonnen                                                     |